# 1854年5月26日日食

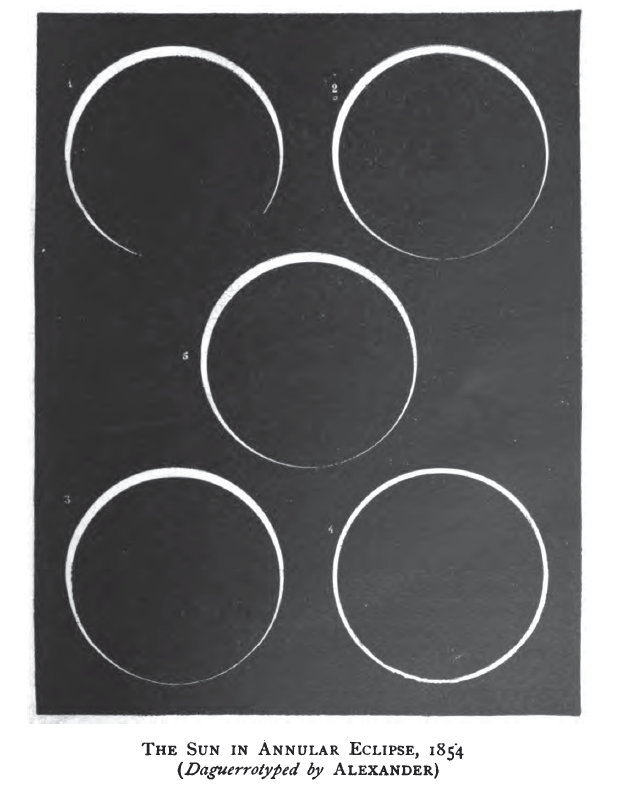
史蒂芬·亞歷山大 (天文學家)以银版摄影法拍攝的本次日食影像。

1854年5月26日日食为一次在协调世界时1854年5月26日（东半球为5月27日）出現的日環食。該次日食食分為0.9551，食甚維持4分32秒。

## 概述
這次日食的食分是0.9551，環食維持4分32秒。

## 基本參數
- 類型：日環食
- 食甚資料：
  - 日期：1854年5月26日
  - 時間：20時42分53秒
  - 地點：43N 140W
  - 食分：0.9551
  - 日環食持續時間：4分32秒

## 外部連結
- NASA日食專頁（页面存档备份，存于）（英文）